# シップ (帆船)

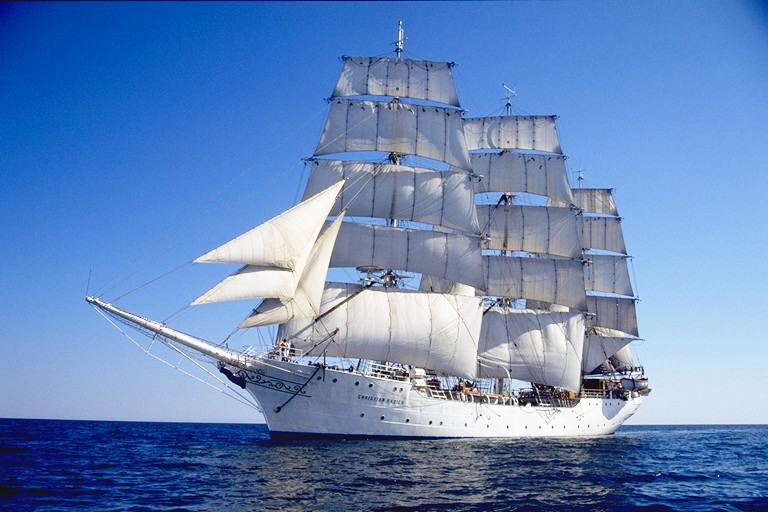
ノルウェー船籍のシップ「Christian Radich」（1937年就航）

シップ（ship）とは、3本以上のマストを持ち、そのすべてに横帆が張られた帆船のことである。18世紀から19世紀初頭に使用された帆装形式で、同時期に使用された類似した帆装形式であるスクーナー、バーク、バーケンティン、ブリッグ等と区別するためにフルリグド・シップ（Full rigged ship、全装帆船）と呼ばれる。この型の帆装を「フリゲート」と呼ぶ場合もある。
「シップ」という名称は軍艦の艦種としても用いられるが、厳密には「ポストシップ」と「シップ・スループ」の2種類の異なる艦種で区別していた。
このうち後者は10から20の砲門を持つ船のうち、3本のマストを持つ帆船を定義している。砲門とマストの数で定義されるため、帆の種類は前述したような横帆に限定されない。単に「スループ」と呼ばれることもある。

## 構造
初期のシップ帆装はキャラックに近い帆装形式であり、フォアマストとメインマストに横帆、ミズンマストにラテンセイルが張られていた。後にラテンセイルの上に横帆のトップセイルが張られるようになり、ラテンセイルがガフセイルへと変化していった。船体が大型化するに従って総帆面積も拡大していき、それに伴って操帆を容易にするためにマストや帆が分割されていった。マストや帆には系統的な名称が付けられ、他の帆装においても同様の名称が用いられるようになった。

現代のシップ帆装図
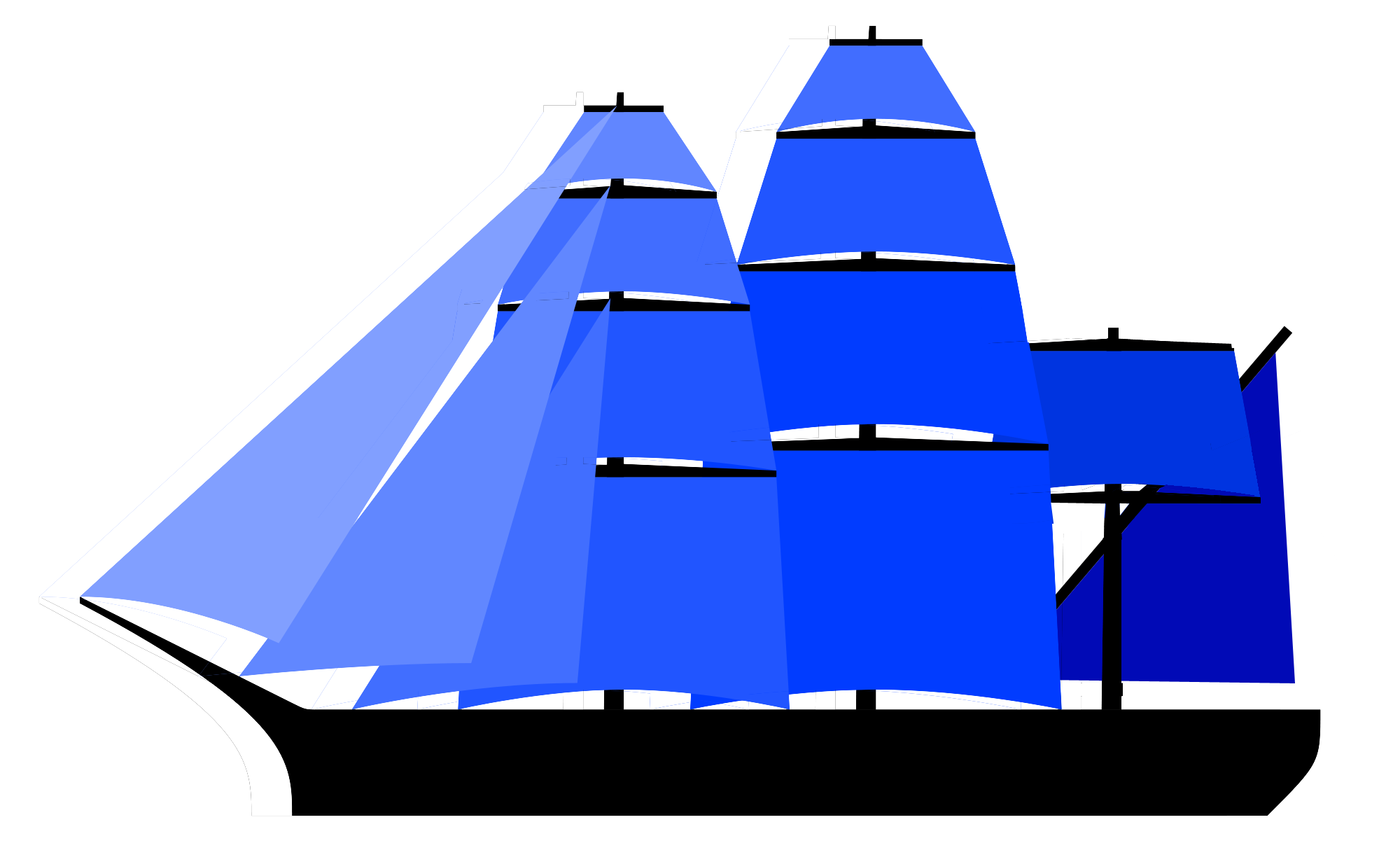
古いシップ帆装図
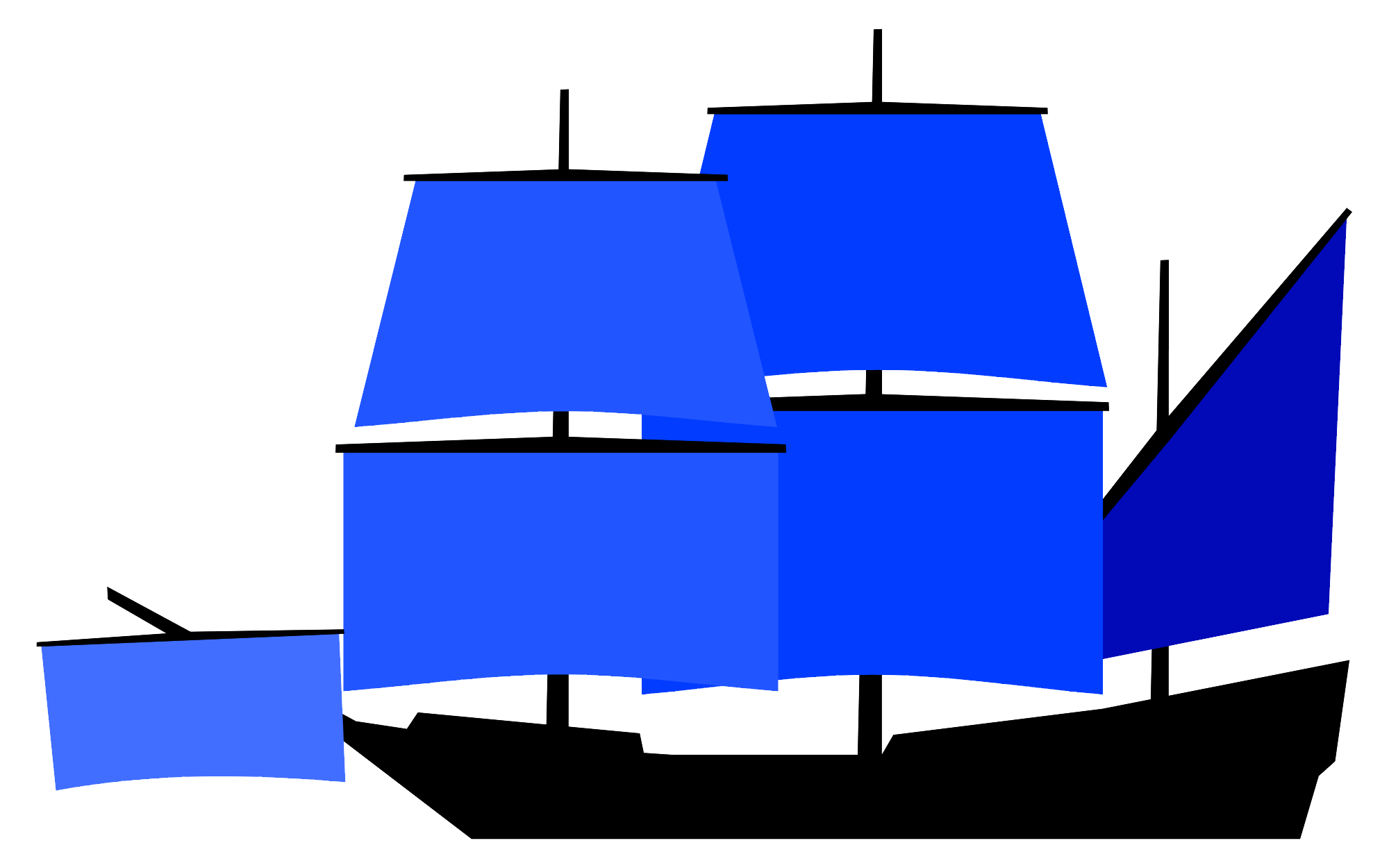
初期のシップ帆装図

### マスト

3本マストのシップの帆装図

シップのマストは、船首から船尾に向かって順に、
- フォアマスト - 2番目に高い。右の図におけるCのマスト。
- メインマスト - 最も高い。右の図におけるDのマスト。
- ミズンマスト - 3番目に高い。右の図におけるEのマスト。
- ジガーマスト - 4本以上のマストを持つ場合、最後尾で最も低い。

となっている。
また、それぞれのマストは複数の小さなマストで構成されている。最下部のマストは単純に上記のマスト名称に「ローワー」を付して呼称し、例えばフォアマストであれば「フォアマストローワー」などと呼称する。それより上のマストは下から順に、
- トップマスト
- トガンマスト
- ロイヤルマスト

と呼称する。

### 帆
マストの中で最も下に位置する最大のそのマストにおける帆はコースセイルであり、単純にマストの名前で呼ばれる。例えばフォアマストであれば、フォアセイル（右図における5の帆）である。コースセイルより高い帆も基本的にマストの名称を用い、下側から順に、
- トップセイル - 2つに分割される場合もある。
- トガンセイル - 2つに分割される場合もある。
- ロイヤルセイル - 存在しない場合もある。
- スカイセイル - 存在しない場合もある。

と呼ばれる。